# Sistem expert
Un sistem expert (SE) este o aplicație complexă (un program software) care explorează o multitudine de cunoștințe date pentru a obține concluzii noi despre activități dificil de examinat, folosind metode asemănătoare cu experții umani. Un sistem expert poate avea succes la problemele fără soluție algoritmică deterministică. Principalele caracteristici ale sistemelor expert sunt:
- o bază de date (bază de cunoștințe), împreună cu
- un algoritm de deducere specific metodei de raționare.

Sistemele expert constituie un domeniu al inteligenței artificiale, ramura informaticii ce are drept scop dezvoltarea de programe și aplicații „inteligente”. Ceea ce este remarcabil pentru sistemele expert este aria largă de aplicabilitate, ce a cuprins deja numeroase domenii de activitate.

## Arhitectura
Un sistem expert este format din următoarele componente principale:
- Baza de cunoștințe - servește pentru stocarea tuturor elementelor cunoașterii (fapte, reguli, metode de rezolvare, euristici) specifice domeniului de aplicație, preluate de la experții umani sau din alte surse.
- Motorul de inferențe - este un program în care s-a implementat cunoașterea de control, procedurală sau operatorie, cu ajutorul căruia se exploatează baza de cunoștințe pentru efectuarea de raționamente în vederea obținerii de soluții, recomandări sau concluzii.
- Interfața cu utilizatorul - permite dialogul cu utilizatorii în timpul sesiunilor de consultare, precum și accesul acestora la faptele și cunoștințele din bază pentru adăugarea sau actualizarea bazei.
- Modulul de îmbogățire a cunoașterii - ajută utilizatorul expert să introducă în bază noi cunoștințe într-o formă acceptată de sistem sau să actualizeze baza de cunoștințe.
- Modulul explicativ - are rolul de a explica utilizatorilor atât cunoștințele de care dispune sistemul, cât și raționamentele sale pentru obținerea soluțiilor în cadrul sesiunilor de consultare. Explicațiile într-un astfel de sistem, atunci când sunt proiectate corespunzător, îmbunătățesc la rândul lor modul în care utilizatorul percepe și acceptă sistemul (feedback).

## Realizări practice
Cronologic, primele aplicații ale inteligenței artificiale le-au constituit sistemele expert. Acestea emulează (imită) raționamentul uman pentru sarcini specifice și în domenii restrânse și au fost foarte bine primite de companii.
Primele sisteme expert dezvoltate în domenii aplicative au fost DENDRAL, destinat analizei structurilor moleculare, MYCIN, un sistem expert pentru diagnosticul și tratamentul infecțiilor sanguine, sistemele EMYCIN, HEADMED, CASNET și INTERNIST pentru domeniul medical, PROSPECTOR pentru evaluarea prospecțiunilor și forajelor geologice, sau TEIRESIAS pentru achiziția inteligentă a cunoașterii.
La începutul anilor 1980 apar și primele aplicații comerciale ale sistemelor expert (XCON, XSEL sau CATS-1), care au cunoscut apoi o explozie la începutul anilor 1990. Sistemele expert bazate pe reguli se dezvoltă și se implementează în multe domenii de activitate, inclusiv în cel financiar-contabil: control intern, audit, planificarea impozitelor, diagnostic financiar, raportare financiară, contabilitate managerială, analiză de credite, analiza riscului, planificare de investiții, etc. Marile companii de contabilitate și audit își realizează propriile sisteme expert în domeniului controlului intern și al auditului: ExpertTAX, Risk Advisor (Coopers & Lybrand), Loan Probe, Peat/1040 (KPMG), VATIA, Flow Eval (Ernst & Young), Planet, Compas, Comet (Price Waterhouse), Rice (Arthur Andersen), Audit Planning Advisor, World Tax Planner (Deloitte Touche).